# Бочаровщина
Бочаровщина — упразднённая деревня в Смоленском районе Смоленской области России. Входила в Пригорское сельское поселение. 

## География
Расположена в западной части области в 8 км к юго-востоку от Смоленска, в 7 км восточнее автодороги А141 Орёл — Витебск, на берегу реки Нагать. В 2 км южнее деревни расположена железнодорожная станция Тычинино на линии Смоленск — Рославль. 

## История
В годы Великой Отечественной войны деревня была оккупирована гитлеровскими войсками в июле 1941 года, освобождена в сентябре 1943 года. 
По состоянию на 2007 год постоянного населения не имела. Упразднена постановлением Смоленской областной Думы от 27.05.2010 № 272 «Об упразднении отдельных территориальных единиц Смоленской области».  